# 타타르인
타타르인(타타르어: татарлар / tatarlar 타타를라르, 러시아어: татары)은 유라시아에 걸쳐 거주하는 여러 튀르크계 민족을 가리키는 포괄적 명칭이다. 오늘날에는 타타르인이라 하면 특히 타타르스탄을 중심으로 거주하며 타타르어를 사용하는 최대 집단인 볼가 타타르인만을 가리키는 경우도 있으나, 역사적으로 구분되는 크림 타타르인, 시베리아 타타르인 등 다른 집단들도 현존한다. 이들 모두 궁극적으로는 킵차크 칸국(금장한국)에서 유래한 것으로 추정되며, 이슬람교를 믿고 킵차크어파의 언어를 사용한다는 공통점이 있다.

## 명칭
"타타르"라는 말은 본래 8세기경 등장한 몽골고원의 부족 집단 타타르 연맹을 가리키는 말이었다. 명확하지 않은 이유로 13세기부터 킵차크 칸국을 구성하는 이들에게 "타타르"라는 이름이 쓰이기 시작하였으며 그 후손에 해당하는 여러 민족의 명칭으로 이어졌다. 오늘날 "타타르인"이라는 명칭은 좁은 의미로는 이 문서에서 설명하듯이 타타르어를 쓰는 특정한 킵차크계 민족집단만을 가리키나, 나중에 러시아 제국에서 영내의 튀르크계 민족을 전부 "타타르인"이라고 부르기 시작한 탓에 (일례로 하카스인은 "예니세이 타타르인"이라는 명칭으로도 불려 옴) 이들 외에도 구 러시아 제국 영토에 살아온 튀르크 민족들은 자칭이든 타칭이든 타타르라는 이름으로 불리기도 한다.

## 종류

### 볼가 타타르인
볼가 타타르족은 가장 규모가 큰 타타르인 집단으로서, 단순히 "타타르인"이라 하면 이들만을 가리키는 경우도 많다.
그 속에도 다음과 같은 다양한 하위 집단이 있다.
- 카잔 타타르인(Qazan): 볼가 타타르인의 대다수는 카잔 타타르족이다. 타타르스탄의 주요 민족이다. 전통적으로 볼가강 좌안에 거주했으며 카잔 칸국(1438–1552)을 형성했다. 오늘날에는 러시아의 다른 지역에도 상당한 인구가 퍼져 산다.
- 미샤르 타타르인(Mişär)
- 카시모프 타타르인(Qasıym)
- 누크라트 타타르인(Noqrat): 카잔 타타르족들이 살고 있는 키로프에 거주한다.
- 페름 타타르족(Perm'): 카잔 타타르족들이 살고 있는 페름에 거주한다. 일부는 코미에 살고 있다.
- 크랴셴 타타르인(Keräşen): 소수 카잔 타타르족들은 정교회로 개종하여 케래셴 타타르 또는 크라셴인이라고 불리는 집단을 형성했다. 대부분의 케라셴 타타르족들은 타타르스탄에 거주한다.
- 텝탸르 타타르족(Tiptär): 수니파 이슬람교도이다. 일부 팁타르 타타르족들은 러시아어나 바슈키르어를 쓴다.
- 나가이바크 타타르인(Nağaybäk): 러시아 정교회를 믿는다. 나가이박족들은 우랄산맥에 거주한다. 17세기 - 18세기 카자흐스탄으로 이주했다.
- 아스트라한 타타르인(Ästerxan): 1911년 브리태니커의 자료에 따르면, 아스트라한 타타르족들은 1만명이고, 과거에는 강력했던 아스트라한 칸국을 이루었고 칼미크족들과 유사했다.

주로 볼가 타타르족에서 유래한 중국 타타르족(塔塔尔族)은 중화인민공화국 정부가 공인하는 56개의 민족 가운데 하나이다. 중국의 타타르족들은 조상이 19세기부터 20세기 초까지 신장에 교육, 자원 봉사 및 무역을 위해 이민 온 볼가 타타르족들이고 거의 대부분이 신장 위구르 자치구에 거주한다. 2000년 통계 조사 결과 중국 내 여러 민족 중 가장 교육 수준이 높은 민족이었다.

### 크림 타타르인
크림 타타르족은 크림 칸국의 후예들로써 현재의 크리미아 반도와 우크라이나에 살고 있다. 우크라이나의 타타르족들은 전통적으로는 타타르어를 쓰나 거의 대부분은 러시아어를 상용하며, 거의 대부분 이슬람교도이고 우크라이나 이슬람교도의 절대다수를 이룬다. 거의 대부분이 도네츠크와 루한스크에 거주한다.

### 립카 타타르인
립카 타타르족은 구 리투아니아 대공국의 영토, 즉 오늘날의 벨라루스, 리투아니아, 폴란드에 주로 거주하는 타타르족들이다.
벨라루스 타타르인은 거의 대부분이 토크타미시 칸 때 당시 벨라루스에 해당하던 리투아니아 대공국으로 건너간 립카 타타르족이며 19세기 러시아의 영향과 20세기 중반 소련의 영향으로 일부 볼가 타타르족들이 벨라루스에 가서 정착한 경우도 포함한다.
일부 타타르족들은 폴란드에 살고 있고 폴란드어를 쓰고 있었으나 폴란드인들로부터 인정을 받지 못했다. 폴란드 타타르족들의 조상들은 거의 대부분 크리미안 타타르족들이나 노가이족들이 군인으로 채용된 15세기에서 16세기까지 폴란드로 이주한 후손들이다. 일부는 립카 타타르족들이 리투아니아 대공국 시절부터 정주한 민족이다. 지금까지도 카잔 타타르족들의 조상들이다 (16세기-17세기 중반). 오늘날의 폴란드 타타르족들은 거의 대부분이 가톨릭신자이고 거의 대부분이 그들의 언어를 잊었다. 지금도 그들은 성이 폴란드식으로 끝난다{Ryzwanowicz(리즈바노비치), Jakubowicz(야쿠보비치) 등}. 이유는 거의 대부분이 다르게 변화되었으므로 일부분이 폴란드어를 쓰는 등 폴란드 문화에 동화되었기 때문이다. 2002년 폴란드의 인구조사에 의하면 500명의 타타르족들이 국적을 신고했다.

### 시베리아 타타르인
시베리아 타타르족은 주로 서부 시베리아에 거주하며 시베리아 타타르어를 사용합니다 다양한 투르크계 민족과 우그리아계 민족과 교류했지만, 조상은 초기 킵차크족에서 갈라졌다. 15세기 시비르 칸국을 세웠으나 16세기 말 러시아에 정복되었다.

## 같이 보기
- 러시아의 민족
- 중국의 민족